# الاستيلاء (رواية)
الاستيلاء (بالإنجليزية: The Takeover)‏ هي رواية للكاتبة الإسكتلندية موريل سبارك، نشرت عام 1976، لأول مرة عن دار نشر ماكميلان.